# Бобров, Владимир Иванович
Владимир Иванович Бобров (1915—1970) — советский лётчик-ас, полковник, участник Гражданской войны в Испании и Великой Отечественной войны, Герой Советского Союза (1991).

## Биография
Владимир Бобров родился 11 июля 1915 года в Луганске в рабочей семье. В 1930 году окончил десять классов школы, в 1932 году — школу фабрично-заводского ученичества, после чего работал бригадиром слесарей на Луганском паровозоремонтном заводе. В 1934 году был призван на службу в Рабоче-крестьянскую Красную Армию. В 1936 году он окончил военную школу пилотов, в 1941 году — высшие авиационные курсы усовершенствования командиров эскадрилий, в том же году вступил в ВКП(б).
В марте-августе 1938 года участвовал в гражданской войне в Испании, в ходе которой лично сбил 13 самолёта франкистов и 4 — в группе (по другим данным — 4 лично и 13 в группе).
С первого дня Великой Отечественной войны — на её фронтах. В первый же день войны сбил немецкий самолёт He-111. Вскоре Бобров был подбит, получил ранения и ожоги и был госпитализирован.
После выздоровления Бобров участвовал в боях на Северо-Западном, Прибалтийском, Калининском, 1-м Украинском фронтах.
4 апреля 1943 года он стал командиром 27-го истребительного авиаполка. В начале 1944 года Бобров был отстранён от командования полком, по некоторым данным, это случилось из-за личной неприязни представителей высшего командного состава. Александр Покрышкин пригласил Боброва в свою 9-ю гвардейскую истребительную авиадивизию, где он стал командиром 104-го гвардейского истребительного авиаполка.
К 24 июля 1944 года Бобров совершил 424 боевых вылета, в ходе которых провел 112 воздушных боя, сбил 23 самолёта лично и 11 — в группе. По другим данным (Бодрихин Николай. Советские асы. Очерки о советских летчиках) в двух войнах: 577 боевых вылетов, 159 воздушных боев, 43 личные и 24 групповые победы, 11 августа 1944 года Бобров был представлен к званию Героя Советского Союза, однако главный маршал авиации Новиков и генерал-полковник авиации Вершинин «от представления воздержались». Полк Боброва принимал участие в ряде наступательных операций, в том числе прорыве немецкой обороны на реке Нейсе и Берлинской операции.
Места службы:
- 237-й истребительный авиационный полк (237-й иап) 07.1941 — 02.1942 Командир аэ
- 521-й истребительный авиационный полк (521-й иап) 02.1942 — 11.1942 Командир полка
- 21-й истребительный авиационный полк (21-й иап)[5] 20.10.1942 — 17.11.1942 Командир полка
- 161-й истребительный авиационный полк (161-й иап) 12.1942 — 04.1943 Командир полка
- 27-й истребительный авиационный полк (27-й иап)/ 129-й гвардейский истребительный авиационный полк (129-й гв.иап) 04.1943 — 03.1944 Командир полка
- 190-я истребительная авиационная дивизия (190-я иад) 03.1944 — 04.1944 Инспектор по технике пилотирования
- 104-й гвардейский истребительный авиационный полк (104-й гв.иап) 05.1944 — 05.1945 Командир полка

После окончания войны Бобров продолжил службу в Советской Армии. В 1952 году он окончил курсы усовершенствования командиров и начальников штабов авиадивизий при Военно-воздушной академии. В 1960 году в звании полковника был уволен в запас. В 1966 году Бобров окончил юридический институт, после чего работал заместителем директора института «Гипрокоммунстрой». Проживал в Харькове, умер 28 марта 1970 года.
Указом Президента СССР от 20 марта 1991 года за «мужество и воинскую доблесть, проявленные в годы Великой Отечественной войны» гвардии подполковник Владимир Бобров посмертно был удостоен высокого звания Героя Советского Союза. Орден Ленина и медаль «Золотая Звезда» за номером 11645 были вручены родным Боброва.
Был награждён двумя орденами Ленина, четырьмя орденами Красного Знамени, орденами Суворова 3-й степени, Александра Невского, Отечественной войны 1-й степени, двумя орденами Красной Звезды, а также иностранным орденом и рядом медалей.